# Natalija Kowańko
Natalija Iwaniwna Kowańko (ukr. Наталія Іванівна Кованько, ros. Наталья Ивановна Кованько; ur. 13 września 1899 w Jałcie, zm. 23 maja 1967 w Kijowie) – ukraińska aktorka kina niemego.

## Życiorys
Była siostrą aktora Borisa Fastowicza.
Pierwszym filmem, w jakim zagrała była w komedia krótkometrażowa Antosza spekulant (org. Антоша-спекулянт) w reżyserii Władysława Lenczewskiego.
Była żoną reżysera Wiktora Turżańskiego, z którym w 1919, a także z innymi członkami wytwórni filmowej „Towarzystwo I. Jermołajewa”, wyemigrowała do Francji na pokładzie greckiego statku towarowego. Osiedlili się w Paryżu. W 1926 wyjechali do Hollywood na 5-letni kontrakt.
Jej ostatnim filmem była francusko-czechosłowacka koprodukcja Wołga w płomieniach (1934). Po rozwodzie w 1935 wróciła do Rosji, która przekształciła się już w Związek Radziecki.
Zmarła 23 maja 1967 w Kijowie, choć według innych źródeł jej śmierć nastąpiła 21 lipca 1974 we Francji.